# 살인의 추억
《살인의 추억》(영어: Memories of Murder)은 봉준호가 연출한 두 번째 장편 영화다. 화성 연쇄살인 사건에 관한 실제 사건 사고를 바탕으로 배경에 큰 관심을 모았던 영화다. 원작은 김광림의 희곡 《날 보러 와요》다.
봉준호는 이 영화를 통해 처음으로 상업적 성공을 거두며 여러 영화제에서 각종 상을 받는가 하면, 이 영화를 통해 '디테일이 살아있는 감독'이라는 뜻에서 봉테일이라는 별명을 얻기도 했다. 주연배우로 출연했던 송강호 역시 대한민국 영화대상에서 남자 주인상을 받는 등, 시상을 휩쓸기도 했다. 《살인의 추억》은 1980년대 일어났던 화성 연쇄살인 사건을 배경으로 했는데, 이에 해당 사건에 대한 시민들의 관심이 높아졌다. 영화 속 박두만의 실제 모델인 경기경찰청 강력계장 故 하승균 형사는 자동차 극장에서 영화를 보았다며 "기억하고 싶지 않았던 장면 때문에 내내 고통스러웠다"라며 당시를 술회했다.
주연배우 송강호가 영화 안에서 했던 애드리브로 '밥은 먹고 다니냐?'가 있는데, 이는 영화 개봉 이후에도 큰 화제가 되어 영화에서 나온 대표적인 유행어 중 하나가 되었다. 송강호는 영화 개봉 후 동아일보와의 인터뷰에서 '자칫 이상한 말일수도 있지만, 영화 속 범인을 넘어서 실제 화성 연쇄 살인사건의 범인에게 하는 말'이라고 대사를 설명했다. 한편 봉준호 역시 《살인의 추억》 10주년 토크에서 "형사와 범인이 눈을 마주치게 하려는 의도였다"라고 설명하기도 했다.

## 시놉시스
선보러 집 나갔던 처녀, 배수관서 알몸 시체로
사건 잇따르자 날 저물면 부녀자들 외출 꺼려
1986년 경기도 화성군. 젊은 여인이 무참히 강간, 살해당한 시체로 발견된다. 2개월 후, 비슷한 수법의 강간 살인사건이 연이어 발생하면서 사건은 세간의 주목을 받기 시작하고, 일대는 연쇄살인이라는 생소한 범죄의 공포에 휩싸인다.
특별수사본부, 서울특별시 시경 형사 투입... 수사는 아직도 제자리걸음
사건 발생지역에 특별수사본부가 설치되고, 수사본부는 구희봉 반장(변희봉 분)을 필두로 지역토박이 형사 박두만(송강호 분)과 조용구(김뢰하 분), 그리고 서울특별시 시경에서 자원해 온 서태윤(김상경 분)이 배치된다. 육감으로 대표되는 박두만은 동네 양아치들을 족치며 자백을 강요하고, 서태윤은 사건 서류를 꼼꼼히 검토하며 사건의 실마리를 찾아가지만, 스타일이 다른 두 사람은 처음부터 팽팽한 신경전을 벌인다. 용의자가 검거되고 사건의 끝이 보일 듯하더니, 매스컴이 몰려든 현장 검증에서 용의자가 범행 사실을 부인하면서 현장은 아수라장이 되고, 구 반장은 파면당한다.
연쇄살인의 범인은 누구인가... 치밀한 뒤처리. 흔적 전무
수사진이 아연실색할 정도로 범인은 자신의 흔적을 남기지 않는다. 살해하거나 결박할 때도 모두 피해자가 착용했거나 사용하는 물품을 이용한다. 심지어 강간 살인의 경우, 대부분 피살자의 몸에 떨어져 있기 마련인 범인의 음모조차 단 하나도 발견되지 않는다.
후임으로 신동철 반장(송재호 분)이 부임하면서 수사는 활기를 띠기 시작한다. 박두만은 현장에 털 한 오라기 남기지 않는다는 점에 착안, 근처의 절과 목욕탕을 뒤지며 무모증인 사람을 찾아 나서고, 사건 파일을 검토하던 서태윤은 비 오는 날, 빨간 옷을 입은 여자가 범행대상이라는 공통점을 밝혀낸다.
어둡고 긴 미스터리... 미궁 속 10번째 부녀자 연쇄피살, 공포 언제까지
선제공격에 나선 형사들은, 비 오는 밤에 여경에게 빨간 옷을 입혀 길을 걷게 하고 함정수사를 벌인다. 그러나 다음 날 아침 돌아오는 것은 음부에 우산이 꽂힌 또 다른 여인의 사체. 사건은 해결의 실마리를 다시 감추고, 냄비처럼 들끓는 언론은 일선 형사들의 무능을 지적하면서 형사들을 더욱 강박증에 몰아넣는다.

시놉시스

## 등장인물
- 이 문단에 스포일러가 포함되어 있습니다.

### 주연
- 박두만(송강호 분)

여기가 뽕밭이냐? 어? 여기가 강간의 왕국이야?

XX 모르겠다.. 밥은 먹고 다니냐?

경기화성경찰서 강력반 형사이자 직감, 미신, 고문 등 구시대적 수사를 대표하는 시골 형사다. 용의자들의 얼굴을 보다보면 직감적으로 감이 온다며 주변 사람들에게 '무당 눈깔'이라 불린다고 한다. 그리고 사건 현장에서 자위행위를 하던 누군가가 도망가 건설 현장에 숨자 눈썰미를 통해 잡아내는데 성공하면서 이 말이 허풍은 아님을 보여준다.
2년제 전문대학을 졸업하였다고 하며, 일을 대충 처리하는 모습을 보여준다. 작중 사건이 일어나면서 이성적이던 서태윤이 감정적으로 변하는 반면, 박두만은 시간이 지날수록 점점 이성적이고 차분하게 변해간다. 후에 유력 용의자 '박현규'의 유전자와 피해자의 시신에서 나온 정액의 유전자가 일치하지 않는다는 소식을 접한 박두만이 다시 한번 직감으로 현규가 범인인지 보려고 하였으나 결국 실패한다. 결과적으로 범인을 못잡은 박두만은 형사를 그만두고 자신의 애인인 곽설영과 결혼하여 가정을 꾸리고 녹즙기 판매 영업사원이 되었다.
- 서태윤(김상경 분)

서류는 절대 거짓말 안 하거든요.

과학수사, 프로파일링 기법 등 신시대적 수사를 대표하는 강력반 형사다. 4년제 대학을 졸업하였고 미국에서 온 서류를 해석하는 모습을 보아 영어도 할 줄 아는 것으로 추정된다. 계속되는 연쇄살인 사건으로 범인을 잡기 위해 서울에서 내려왔다. 처음에는 형사들의 수사 방식을 비웃고 서류들을 하나하나 살펴보는 등 나름대로 노력을 하였으나 그때마다 형사들, 반장에게 무시를 당하였다. 그러나 원래 있던 구희봉 반장이 경질되고 신동철이 새로운 반장으로 들어서자 의욕적인 수사를 펼치기 시작하였다.
본래 박두만, 서태윤, 조용구 이 셋 중 가장 이성적인 인물이었으나 점점 폭력성이 짙어지는 사건을 보며 감정적으로 변해가기 시작했다. 그러다가 유력 용의자 '박현규'가 증거불충분으로 풀려나고 결정적으로 자신이 알고 있던 여중생이 사건의 피해자가 되자 감정이 폭발하여 박현규의 집으로 들어가서 근처 터널로 끌고 가 '니가 죽였다고 말하라'며 현규를 협박한다. 결국 박현규는 마지막 남은 증거마저 유전자가 일치하지 않아 풀려나지만 이를 받아들이지 못하며 현규를 향해 총을 쏘는 등 완전히 무너진 모습을 보여준다.

## 음악

### 사운드트랙
- 영어 제목은 살인의 추억 사운드트랙 리미티드 에디션 버전[10]을 참고하였습니다.
- 사운드트랙 전체 재생목록[11]

| #   | 제목                                                                             | 재생 시간 |
| --- | -------------------------------------------------------------------------------- | --------- |
| 1.  | 〈햇살 가득한 그날(A Day Filled By Sunlight)〉                                   | 01:11     |
| 2.  | 〈메인 타이틀(Prologue)〉                                                        | 00:29     |
| 3.  | 〈얼굴들(The Faces)〉                                                            | 02:21     |
| 4.  | 〈너는 자수하지 않으면 사지가 썩어 죽는다(Why Don't You Surrender To Justice?)〉 | 00:46     |
| 5.  | 〈어둠 속으로(Into The Darkness)〉                                               | 01:20     |
| 6.  | 〈건널목(Crossing)〉                                                             | 00:36     |
| 7.  | 〈갈대밭(Against The Reed Bed)〉                                                 | 01:12     |
| 8.  | 〈제비처럼 by 윤승희(Like a Seagull)〉                                           | 02:49     |
| 9.  | 〈기다리던 비(Longing For The Rain)〉                                            | 02:07     |
| 10. | 〈빗속의 여인 by 장현(The Woman in the Rain)〉                                   | 02:21     |
| 11. | 〈공장의 불빛(Dark Light)〉                                                      | 00:55     |
| 12. | 〈비명(Introduction Of The Screaming)〉                                          | 00:10     |
| 13. | 〈제자리걸음(Steps Without The End)〉                                            | 00:48     |
| 14. | 〈달밤의 질주(Running Away Under The Moonlight)〉                                | 01:44     |
| 15. | 〈무당눈깔(Eyes Of The Medium)〉                                                 | 01:42     |
| 16. | 〈언덕너머로(Another Side Of The Small Hill)〉                                   | 00:34     |
| 17. | 〈짧은 만남(Breathing In A Moment)〉                                             | 00:10     |
| 18. | 〈고백(Confession Of Guilt)〉                                                    | 01:15     |
| 19. | 〈고백 이후(After The Confession)〉                                              | 00:33     |
| 20. | 〈밤길(On The Night Road)〉                                                      | 00:34     |
| 21. | 〈예고된 죽음(Murder Notice)〉                                                   | 01:54     |
| 22. | 〈하얀 얼굴(Wan Face)〉                                                          | 00:40     |
| 23. | 〈피로(Exhaustion)〉                                                             | 01:00     |
| 24. | 〈암흑 속의 소녀(A Girl In The Darkness)〉                                       | 01:29     |
| 25. | 〈니가 죽였다고 말해(Tell Me Who You Are!)〉                                     | 01:24     |
| 26. | 〈멀리서 온 편지(The End Result From The Foreign Country)〉                      | 01:20     |
| 27. | 〈패배(Defeat And Despair)〉                                                     | 01:57     |
| 28. | 〈햇살 가득한 오늘(Today Filled By Sunlight)〉                                   | 00:50     |
| 29. | 〈살인의 추억(Memories Of Murder)〉                                              | 03:12     |
| 30. | 〈비의 추억(Memories Of Rain)〉                                                  | 03:44     |
| 31. | 〈밤의 추억(Memories Of Nightfall)〉                                             | 05:35     |
| 32. | 〈우울한 편지 by 유재하(Melancholic Letter)〉                                    | 04:57     |

영화 "살인의추억"은 80년 중 후반, 전국을 공포에 휩싸이게 했던 화성연쇄살인사건을 소재로 한다. 96년 초연 된 김광림 연출의 연극 '날 보러와요'를 바탕으로, 실제 사건자료와 인터뷰를 통해 시나리오화 되었다.
음악감독을 맡은 타로 이와시로는 동경예술대와 대학원을 모두 수석 졸업한 독특한 경력이 있으며, 91년 졸업작품이 실크로드 관현악단 국제 작곡 콩쿠르에서 최우수상을 수상하면서 자신의 음악이 동경예술대학에 영구 보존되는 영예를 얻기도 했다. 이후 TV, 영화, 애니메이션, CF, 게임음악 등 폭 넓은 쟝르에서 작곡가와 프로듀서로 활약하며 입지를 넓혀왔다.
일본에 동양의 엔리오 모리꼬네라 불리는 히사이시 조가 있다면, 이와시로는 그의 뒤를 잇는 막강한 실력파 음악가다. 그는 세계적인 저명한 감독들이 모여 만든 옴니버스 영화에 참여하는 등 왕성하게 월드와이드한 작업을 하고 있는 이와시로는 "살인의 추억"에 많은 관심과 열정을 보였다.
봉준호 감독은 이번 영화음악이 평범한 스릴러 영화와는 다른 독특한 색채의 음악이 되기를 원했고, 그가 갖고있는 어둡고도 서정적인 감성들에 강한 인상을 받아 이와시로와의 작업을 결정했다. "그는 대단히 열정적인 사람이다. 우린 자주 만날 수 가 없어 한 번 만나면 10시간 이상의 긴 회의를 가져야만 했다. 긴 회의가 우릴 지치게 하진 않았다. 창작하는 사람으로서 서로의 감성을 교감하며 무언가를 만들어가는 작업은 재미와 보람을 주었다. 영화가 나온 후엔 믹싱실에서 키보드를 치며 의견을 교환하기도 했다. 아시아인이라는 공통 분모 때문이었을까? 무엇보다 그와의 작업이 즐거웠던 건, 서로 잘 통한다는 점이었다."

음반소개

- 오리지널 스코어를 담당한 사람은 이와시로 타로라는 일본의 작곡가 겸 피아니스트다.
- 오프닝[12]에서 나오는 'The Faces'라는 곡은 스펀지라는 KBS 2TV에서 방영된 예능 프로그램에서 초고속 카메라로 찍은 모습의 배경음악으로 사용되면서 이후 다양한 모습으로 패러디 되었다.[주해 1]

### 삽입곡
- 장현 - 빗속의 여인[13][14]
- 유재하 - 우울한 편지[15]

이외에도 박두만(송강호 분)이 작중에서 윤승희의 '제비처럼'을 부르고, 사건의 피해자가 이문세의 '난 아직 모르잖아요'를 부른다.

## 평가
Memories of Murder blends the familiar crime genre with social satire and comedy, capturing the all-too human desperation of its key characters.
살인의 추억은 이미 친숙한 범죄 장르를 사회풍자와 코미디와 섞어, 극의 핵심 캐릭터들의 인간미 넘치는 절망을 포함한 모든 것을 포착해낸다.

로튼 토마토 총평

세계 영화사에서 호평을 받을 정도로 작품성을 인정받고 있으며, 대한민국 최고의 스릴러 영화이자 대한민국 영화 역사상 최고의 명작이라는 평가를 받고 있다. 네이버 영화 9.64점, 키노라이츠 지수 97.54%, 별점 4.3, 로튼 토마토 신선도 95%, 관객 점수 92%, IMDb 8.1점으로 평론가와 대중에게 고른 호평을 받았다.
또한 가장 한국적인 영화를 꼽을 때 빠지지 않고 등장하는 작품이기도 하다. 유럽의 젊은 영화학도들 또한 살인의 추억을 한국 영화의 상징적인 작품으로 꼽고 있다. 같은 해에 개봉한 영화 올드보이와 함께 대표적인 한국 영화이기도 하다. 범인을 추적하는 모습이 흥미롭지만 제작 당시는 범인이 밝혀지지 않은 미제 사건이라 실제 사건과는 다른 점들도 있다. 봉준호 감독의 영화답게 1980년대 대한민국의 사회상을 풍자하는 것에도 신경썼다.
이 영화의 독특한 점이 하나 더 있는데 범인이 끝까지 잡히지 않는다는 점이다. 특히나 화성 연쇄살인 사건에 대한 정보가 적고 "범인이 잡히지 않는 스릴러"에 익숙하지 않는 외국인들은 해당 영화를 보고 놀라거나 허탈해하는 반응도 적지 않다.
1980년대 당시 경찰공무원들은 전근대적인 수사방식을 사용하였고 용의자에게 원하는 대답이 나올 때까지 고문하는 경우는 일상이었다. 이 당시는 프로파일링 기법도 거의 알려지지 않았고 유전자 분석 장비도 없어서 샘플을 외국으로 보내야 했다. 이마저도 증거 보존이 제대로 되지 않아 제대로 된 검사도 힘들었다. 영화는 범인을 추적하는 동시에 당시에 이러한 한계점들과 차가운 상황들을 미장센을 통해 관객들에게 전달한다.

### 평론가 평
한국영화계가 2003년을 자꾸 되돌아보는 가장 큰 이유.
- 이동진 | ★★★★★

지금 목덜미를 잡아채는, 오래된 살인의 `추억`
- 김봉석 (씨네21) | ★★★★

입을 쩍 벌린 존재의 구명, 거기 빠진/빠져드는 두 형사
- 김소희 (씨네21) | ★★★☆

흉악범을 길러낸 시대를 기억하라
- 박평식 (씨네21) | ★★★

## 흥행
《살인의 추억》은 2003년 개봉 당시에, 허구적인 세계관을 구축한 기존 상업적 트렌디 영화와는 달리, 현실성 짙은 소재로 배경에 큰 관심을 얻으면서, 523만명의 관객 수를 기록한 바 있다.

## 수상
《살인의 추억》의 수상 목록은 다음과 같다.
- 제2회 대한민국영화대상: 최우수작품상, 감독상, 각본각색상
- 제23회 한국영화평론가협회상: 최우수작품상, 감독상
- 제40회 대종상영화제: 최우수 작품상, 감독상
- 제11회 춘사영화상: 춘사대상, 감독상, 각본상
- 제6회 디렉터스컷: 올해의 감독상
- 제1회 맥스무비: 최고의 작품상, 최고의 감독상
- 제16회 도쿄국제영화제: 아시아영화상
- 제21회 토리노영화제: 각본상, 관객상
- 제4회 부산영화평론가협회상: 감독상, 각본상
- 제51회 산세바스티안 국제영화제: 신인감독상, 국제영화비평가연맹상, 은조개상
- 그외 밴쿠버 영화제, 필라델피아 영화제, 멜버른 국제영화제, 타임즈 BFI 런던영화제, 상하이 영화제, 샌프란시스코 영화제, 시애틀 영화제, 하와이 영화제 외

## 북미 재개봉
2019년 《기생충》이 여러 상을 받으며 호평을 받자 《살인의 추억》의 재개봉이 추진되었다.

## 에피소드
- 《살인의 추억》의 취조 장면에는 봉준호의 전작 플란다스의 개에서 언급되었던 '보일러 김씨'가 등장한다. 이 역할은 영화에서 조명 감독을 맡았던 이강산이 깜짝 출연한 것이다.[26]
- 영화 내 롱테이크로 촬영된 씬인 '논두렁 씬'은 송강호와 변희봉의 연기력과 애드리브를 담아내며, 절묘한 리듬감을 표현해냈다는 점에서 높은 평가를 받는다.[27]

## 논란
2019년 화성 연쇄 살인 사건의 범인 이춘재가 검거됨에 따라 해당 사건을 다룬 영화인 《살인의 추억》에 대한 관심이 높아진 이후에, 영화 채널인 OCN에서 《살인의 추억》을 긴급편성하는가 하면, 가입자 수가 포화 상태에 이르고 있는 KT와 SK브로드밴드의 IPTV VOD 서비스로 《살인의 추억》를 이용하는 IPTV 서비스 가입자들이 255배 정도 증가하기도 했다. 유사 사건에 대한 관심 역시 높아져, 장르의 다변화 차원에서, 강력범죄 사건을 소재로 하는 영화 및 TV 드라마 제작에 박차를 가하게 되었다. 이에 전문가와 누리꾼들은 화제성을 반영한 편성이지만 고통을 받는 유가족이 있는데다가, 강력범죄 사건에 대한 흥미성 위주의 상업적 소비라고 지적했다.
더욱이, IPTV 서비스 채널인 tvN의 금토 드라마 '시그널(2016년 상반기 방영작)'의 경우, 다양한 영구미제 사건을 심층적으로 파헤치는 수사관들의 애환을 다룬 '살인의 추억'의 드라마판으로 불렸던 김은희 작가의 차기작이므로, 온 세상을 떠들썩하게 만들었던 다양한 실제 사건을 모티브로 하여, 모든 계층이 누구나 공감할 수 있는 현실성 짙은 소재로 배경에 관심을 모았던 논픽션 스릴러 드라마로 꼽힌다.
KBS 드라마본부의 박기호 국장의 인터뷰에서, "2022년 상반기에 방영된 SBS 금토 드라마 '악의 마음을 읽는 자들'의 경우, 다양한 실제 사건 사고들을 바탕으로 허구적인 세계관을 구축한 기존 범죄 스릴러 드라마와는 달리, 동기없는 각종 묻지마 범죄가 급증하던 시절인 1990년대 후반을 시대적 배경으로 재구성하여, 악의 정점에 선 흉악범들의 심리적 내면을 들여다보는 국내 유일의 남성 프로파일러로 세간에 널리 알려진 실존 인물 권일용 교수의 실화를 바탕으로 극화한 논픽션 범죄 심리 수사극이기 때문에, 묻지마 범죄는 언젠가 일어날 수 있는 심각한 사회적 문제라는 관점에서, 더 이상 남의 일 같지 않으며, 갈수록 흉포화 되고 있는 각종 안전 불감증에 빠진 현대 사회의 추악한 현실을 그대로 투영하여, 수 많은 시청자들의 관심이 상당히 높음을 반영했다"라고 덧붙였다.

## 캐스팅
- 송강호 : 박두만 역
- 김상경 : 서태윤 역
- 김뢰하 : 조용구 역
- 송재호 : 신동철 역
- 변희봉 : 구희봉 역
- 고서희 : 권귀옥 역
- 류태호 : 조병순 역
- 박노식 : 백광호 역
- 박해일 : 박현규 역
- 전미선 : 곽설영 역
- 최종률 : 광호 아빠 역
- 유승목 : 기자 역
- 신현종 : 부검의 역
- 권병길 : 노의사 역
- 이재응 : 오프닝 남자애 역
- 정인선 : 엔딩 여자애 역
- 권혁풍 : 소현 현장 감식반원 역
- 조덕제 : 소현 현장 감식반원 역
- 백봉기 : 여장 의경 역
- 김주령 : 간호사 역
- 한대관 : 넘어지는 감식반 역
- 박진우 : 방송국 AD 역
- 나재균 : 교회집사 역
- 염혜란 : 소현 엄마 역
- 이동용 : 용의자 역
- 서영화 : 언덕 여 역
- 신현승 : 순경 역
- 박태경 : 동료 형사 역
- 손강국 : 동료 형사 역
- 신문성 : 철가방 역
- 박현영 : 양호 선생 역
- 이다일 : 한신대생 역

## 주해
1. ↑  당장 이 영상의 댓글만 보더라도 초고속 카메라와 관련된 댓글들을 볼 수 있다.

## 같이 보기
- 이춘재 연쇄 살인 사건
- 시그널 (tvN 금토 드라마 - 2016년 상반기 방영작)
- 악의 마음을 읽는 자들 (SBS 금토 드라마 - 2022년 상반기 방영작)